# 알보란섬

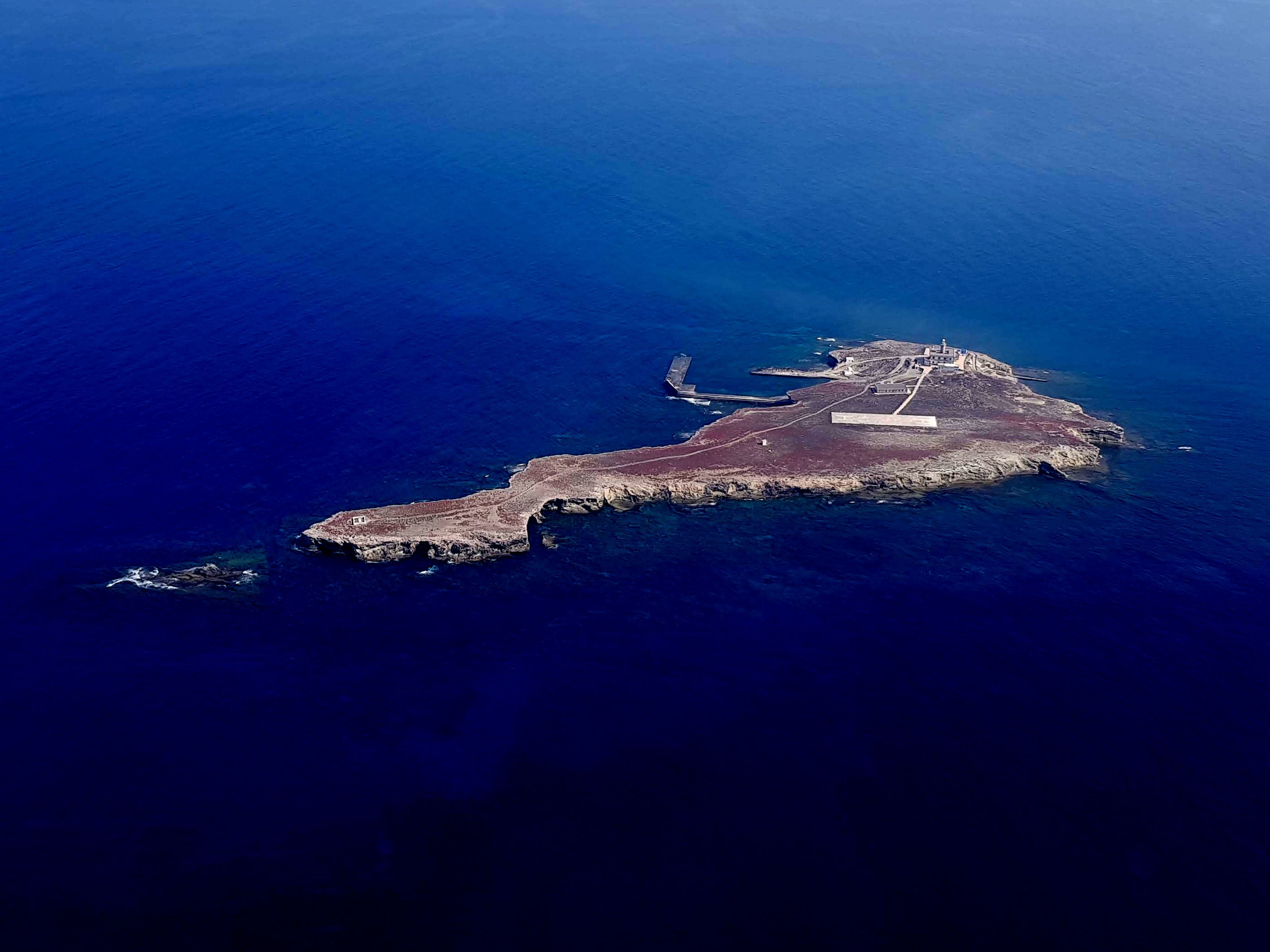

알보란섬(Alboran Island, 스페인어: Isla de Alborán)은 지중해 서부의 일부인 알보란해에 위치한 스페인(알메리아도)의 작은 섬이다. 모로코 해안에서 북쪽으로 약 56킬로미터 지점, 스페인 대륙에서 85킬로미터 지점에 위치해 있다. 주 건물들은 19세기 지어진 자동화된 등대, 작은 묘지, 항구로 구성되어 있다.
이 섬은 버드라이프 인터내셔널에 의해 중요조류지역(IBA)로 인식되고 있는데, 그 이유는 오두앵갈매기(Audouin's gulls)와 다양한 종의 철새 참새목의 개체수 번식을 지원하기 때문이다.